# Stebbing
Stebbing är en by och en civil parish i Uttlesford i Storbritannien. Den ligger i grevskapet Essex och riksdelen England, i den sydöstra delen av landet, 60 km nordost om huvudstaden London. Orten har 1 290 invånare (2001).
Kustklimat råder i trakten. Årsmedeltemperaturen i trakten är 9 °C. Den varmaste månaden är juli, då medeltemperaturen är 18 °C, och den kallaste är januari, med 0 °C.